# IEEE Edison Medal

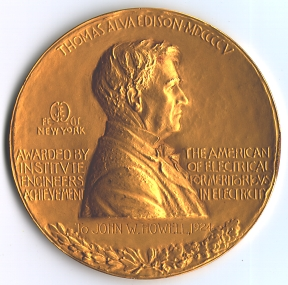
Edison Medal von 1924

Die IEEE Edison Medal (1904–1907: Edison Medal; 1908–1935: AIEE Edison Medal) ist eine hohe Auszeichnung des Institute of Electrical and Electronics Engineers (IEEE) für eine Karriere verdienstvoller Fortschritte in der Elektrotechnik in Wissenschaft, Ingenieurwesen und Kunst. Es ist die älteste und begehrteste Medaille in diesem Gebiet in den USA. Die Auszeichnung besteht aus einer Goldmedaille, einer Bronze-Nachbildung sowie kleinerer goldenen Nachbildungen, einer Urkunde und einer Dotierung.
Kandidaten für die Medaille können jährlich bis zu einem Stichtermin vorgeschlagen werden. Über die Vergabe entscheidet ein zu diesem Zweck berufenes Komitee.

## Geschichte
Am 11. Februar 1904, 25 Jahre nach der Entwicklung einer kommerziell nutzbaren elektrischen Glühlampe durch Thomas Edison, gab eine Gruppe von Freunden und Partnern Edisons eine Medaille zu seinen Ehren heraus. Ihre Bestimmung der Medaille lautete: “The Edison Medal should, during the centuries to come, serve as an honorable incentive to scientists, engineers, and artisans to maintain by their works the high standard of accomplishment set by the illustrious man whose name and feats shall live while human intelligence continues to inhabit the world.” (deutsch: „Die Edison-Medaille soll während der kommenden Jahrhunderte als ehrenbehafteter Anreiz für Wissenschaftler, Ingenieure und Kunsthandwerker dienen, um mit ihren Arbeiten den hohen Standard zu erhalten, den der berühmte Mann gesetzt hat, dessen Name und Wirken fortlebt solange menschliche Intelligenz die Welt bevölkert.“)
Vier Jahre später übernahm das American Institute of Electrical Engineers (AIEE) die Vergabe der Medaille und vergab sie unter dem Namen AIEE Edison Medal. Nach der Fusion des AIEE mit dem Institute of Radio Engineers (IRE) im Jahr 1963 entstand das IEEE und die Medaille erhielt den heutigen Namen.

## Medaillenempfänger
- 1909: Elihu Thomson
- 1910: Frank J. Sprague
- 1911: George Westinghouse
- 1912: William Stanley, Jr.
- 1913: Charles Francis Brush
- 1914: Alexander Graham Bell
- 1915: keine Vergabe
- 1916: Nikola Tesla
- 1917: John J. Carty
- 1918: Benjamin G. Lamme
- 1919: William Le Roy Emmet
- 1920: Mihajlo Idvorski Pupin
- 1921: Cummings C. Chesney
- 1922: Robert Andrews Millikan
- 1923: John William Lieb
- 1924: John White Howell
- 1925: Harris J. Ryan
- 1926: keine Vergabe
- 1927: William David Coolidge
- 1928: Frank B. Jewett
- 1929: Charles F. Scott
- 1930: Frank Conrad
- 1931: Edwin W. Rice
- 1932: Bancroft Gherardi, Jr.
- 1933: Arthur Edwin Kennelly
- 1934: Willis R. Whitney
- 1935: Lewis B. Stillwell
- 1936: Alex Dow
- 1937: Gano Dunn
- 1938: Dugald C. Jackson
- 1939: Philip Torchio
- 1940: George Ashley Campbell
- 1941: John Boswell Whitehead
- 1942: Edwin Howard Armstrong
- 1943: Vannevar Bush
- 1944: Ernst Alexanderson
- 1945: Philip Sporn
- 1946: Lee De Forest
- 1947: Joseph Slepian
- 1948: Morris E. Leeds
- 1949: Karl B. McEachron
- 1950: Otto B. Blackwell
- 1951: Charles F. Wagner
- 1952: Vladimir Zworykin
- 1953: John F. Peters
- 1954: Oliver E. Buckley
- 1955: Leonid A. Umansky
- 1956: Comfort A. Adams
- 1957: John K. Hodnette
- 1958: Charles F. Kettering
- 1959: James F. Fairman
- 1960: Harold S. Osborne
- 1961: William B. Kouwenhoven
- 1962: Alexander C. Monteith
- 1963: John R. Pierce
- 1964: keine Vergabe
- 1965: Walker Lee Cisler
- 1966: Wilmer L. Barrow
- 1967: George Harold Brown
- 1968: Charles F. Avila
- 1969: Hendrik Wade Bode
- 1970: Howard H. Aiken
- 1971: John Wistar Simpson
- 1972: William Hayward Pickering
- 1973: Bernard Tellegen
- 1974: Jan A. Rajchman
- 1975: Sidney Darlington
- 1976: Murray Joslin
- 1977: Henri Busignies
- 1978: Daniel E. Noble
- 1979: Albert Rose
- 1980: Robert Adler
- 1981: C. Chapin Cutler
- 1982: Nathan Cohn
- 1983: Herman P. Schwan
- 1984: Eugene I. Gordon
- 1985: John D. Kraus
- 1986: James L. Flanagan
- 1987: Robert A. Henle
- 1988: James Ross Macdonald
- 1989: Nick Holonyak
- 1990: Archie W. Straiton
- 1991: John L. Moll
- 1992: George D. Forney
- 1993: James H. Pomerene
- 1994: Leslie A. Geddes
- 1995: Robert W. Lucky
- 1996: Floyd Dunn
- 1997: Esther M. Conwell
- 1998: Rolf Landauer
- 1999: Kees A. Schouhamer Immink
- 2000: Jun-ichi Nishizawa
- 2001: Robert H. Dennard
- 2002: Edward E. Hammer
- 2003: keine Vergabe
- 2004: Federico Capasso
- 2005: Peter Lawrenson
- 2006: Fawwaz T. Ulaby
- 2007: Russel D. Dupuis
- 2008: Dov Frohman-Bentchkowsky
- 2009: Tingye Li
- 2010: Ray Dolby
- 2011: Isamu Akasaki
- 2012: Michael F. Tompsett
- 2013: Ivan Paul Kaminow
- 2014: Ralph H. Baer
- 2015: James Julius Spilker
- 2016: Robert W. Brodersen
- 2017: Magnus George Craford
- 2018: Eli Yablonovitch
- 2019: Ursula Keller
- 2020: Frede Blaabjerg
- 2021: Kenichi Iga
- 2022: Alan C. Bovik
- 2023: Hiroyuki Matsunami
- 2024: Vincent W. S. Chan
- 2025: Daniela L. Rus